# 当我清洁窗户时
当我清洁窗户时是一首喜剧歌曲，由蘭開夏喜剧演员、烏克麗麗演奏家乔治·丰比（George Formby）演唱。这首歌首次出现在1936年的电影《Keep Your Seats, Please》中。据说这首歌由丰比、哈里·吉福德（Harry Gifford）和弗雷德·E·克利夫（Fred E. Cliffe）共同创作。丰比在《Keep Your Seats, Please》中用A♭调演唱了这首歌。单曲发行时，调性改为B♭调。
这首歌非常成功，乔治·丰比因此录制了另一个版本的歌曲，名为《窗户清洁工（The Window Cleaner）》。这首歌使用了与原版相似的配器，讲述的是在一次擦窗工作中看到的更多事情。
这首歌的歌词在当时是很露骨的，暗指同性恋（“睡衣并排躺在一起”），因此被英国广播公司禁止在广播中播放。BBC总裁约翰·里斯（John Reith）表示，“如果公众想听丰比唱他那恶心的小调，他们只能在电影院里听，而不是在全国的广播中听”；丰姆比和他的妻子兼经纪人贝丽尔·英厄姆（Beryl Ingham）对这首歌遭到封杀感到沮丧。1941年5月，英厄姆告知英国广播公司，这首歌是皇室的最爱，尤其是玛丽皇后，而丰比在声明中则指出，“我在皇家综艺表演中在国王和王后面前演唱了这首歌”。英国广播公司这才放下心来，开始播放这首歌。
唱片的销量非常成功， Regal Zonophone 公司授予福姆比第一个销量超过 10 万张的银唱片奖。  
1994年12月，由Amadeus Mozart和Andy Pickles（Jive Bunny/Hyperlogic）组成的 “帐篷里的两个人”（2 in a Tent）推出了这首歌的舞曲混音版，取樣第一版中丰比原唱的前八句歌词，登上英國單曲排行榜。出生于曼彻斯特的诗人莱斯·巴克（Les Barker）在其2001年的专辑《Arovertherapy》中，在阿克罗伊德夫人唱片公司发行了一首模仿这首歌的作品，名为《重装 Windows》（Reinstalling Windows），嘲讽微软一再要求电脑用户接受其软件的升级版本。
这首歌在 2003 年的PlayStation 2游戏EyeToy: Play擦窗小游戏中播放。